# Реншильд, Карл Густав
Карл Гу́став Ренши́льд (Реншёльд, по-шведски Риенхёльд, швед. Carl Gustaf Rehnskiöld; 6 августа 1651, Штральзунд — 29 января 1722, Стренгнес) — граф, шведский фельдмаршал, сподвижник и «Парменион» короля Карла XII, победитель в битве при Фрауштадте (1706). В Полтавской битве фактически командовал армией вместо раненого короля.

## Биография

### Ранние годы
Родился 6 августа 1651 года в Шведской Померании в городе Штральзунд. Его отцом был камеральный советник Герд Антонисон Кевенбрингк, получивший в 1639 году дворянское звание и принявший фамилию Реншёльд, матерью — Брита Торшесколь. Учился в Лундском университете под руководством Самуэля Пуфендорфа.
В 1673 году поступил на службу в Нерке-Вермландский полк. С 1676 года поручик гвардии. Во время Сконской войны (1675—1679) отличился в сражениях при Хальмстаде, Лунде и Ландскруне. В 1677 году Реншильд становится подполковником Лейб-гвардейского конного полка королевы-матери, а после окончания войны участвует в реорганизации системы индельты. В 1691 году отправился в Нидерланды, где на стороне голландцев участвовал во франко-голландской войне (1688—1697). После возвращения на родину Реншильд 9 мая 1693 года становится полковником Северо-Сконского кавалерийского полка. В 1696 году его повышают до чина генерал-майора, в 1698 году производят в генерал-лейтенанты и назначают генерал-губернатором Сконе. В том же году получает титул барона.

### Северная война
С началом Северной войны Реншильд становится ближайшим советником Карла XII по военным вопросам. В 1700 году принимал участие в высадке шведских войск на Зеландии и сражении под Нарвой, в ходе которого командовал левым флангом. В Польском походе Карла XII командовал, в основном, вспомогательными корпусами, действовавшими во взаимодействии с главной армией. Судя по всему, Реншильд был единственным, кто был посвящён в военные планы короля. 17 апреля 1703 года произведён в генералы от кавалерии. 
В кампании 1705 года ему было поручено командование 12—тысячным корпусом, который должен был прикрывать Польшу с запада, пока король двигался маршем из района Варшавы к Гродно, где находились основные силы русской армии. Внезапное появление Карла 12 привело к блокаде. 27 декабря 1705 года Реншильд назначен королевским советником и произведён в фельдмаршалы. Было решено пробиваться на помощь русским войскам саксонскими силами (при них также находился русский вспомогательный корпус) под командованием генерала Шуленбурга. Реншильду удалось выманить саксонского военачальника к Фрауштадту, где 3 февраля 1706 года, несмотря на значительное численное превосходство саксонско—русской армии (10200 шведских солдат против 18373 саксонцев и русских) и отсутствие у себя артиллерии, он нанёс ей сокрушительное поражение. После битвы все попавшие в плен к шведам русские солдаты из вспомогательного корпуса были убиты по приказу Реншильда. За свои заслуги 21 июня 1706 года получил графский титул.
Резня русских военнопленных после битвы при Фрауштадте (Всхова в современной Польше) в феврале 1706 года (во время Великой Северной войны) произошла по приказу Реншильда и была одобрена его шефом, королем Швеции Карлом XII. 
Согласно показаниям лейтенанта Иоахима Маттиа Лита и подполковника Нильса Гилленшерна, после победы шведов при Фрауштадте в 1706 году Реншильд приказал уничтожить до 500 русских военнопленных:
"Его превосходительство генерал Реншильд немедленно образовал кольцо из драгунов, кавалерии и пехоты, в котором были собраны все оставшиеся русские, около 500 человек. Без всякой пощады в кругу их тут же расстреливали и зарезали, они падали друг на друга, как зарезанные овцы."
- Иоахим Маттиа Лит, отрывок из дневника Лита.
В 1708—1709 годах принимал участие в походе в Россию, в разработке плана которого, вероятно, сам же и участвовал. В 1708 году участвовал во взятии Гродно. В битве при Головчине Реншильд мастерски командовал правым флангом. Он сковал боем левый русский фланг Гольца и не дал 10 драгунским полкам и 4 тысячам иррегулярных кавалеристов подойти на помощь центру Репнина, по которому Карл 12 нанёс главный удар. В битве под Полтавой 8 июля (27 июня) 1709 года командовал шведской армией вместо раненого короля, и потерпев сокрушительное поражение, попал в плен. Пётр Первый пригласил шведских военачальников на пир и, по словам историков, поднял тост за шведов как за своих учителей в военном искусстве, на что Реншильд иронически ответил, как «хорошо» обошёлся с ними ученик.
27 (новый стиль) (16) февраля 1710 года Реншёльд был приглашен царем на 
свадьбу к одному московскому купцу, чему фельдмаршал, по словам присутствовавшего на свадебном пиру датского посланника Ю. Юэля, стал «очень чваниться». В разгар пира к фельдмаршалу подошел Петр и «...прикинувшись любезным, как бы в полудреме спросил его, по какой причине он и его шведы, спустя три дня после победы под Фрауштадтом, хладнокровно умертвили русских пленных... В свое оправдание Реншёльд отвечал, что тотчас после сражения он по приказанию короля должен был отправиться за 12 миль от Фрауштадта и лишь по возвращении узнал об этих убийствах, которые он же не оправдывает». На вопрос, отчего же он тогда не наказал виновных, фельдмаршал ответа не дал. Петр демонстративно отошел от шведа, оставив его одного стоять посреди зала, после чего Реншёльд со свадьбы ушел.
Во время своего продолжительного пребывания в плену вместе с Пипером, несмотря на существовавшую между ними неприязнь, помогал нуждавшимся в помощи шведским пленным. В июле 1718 года Реншильд был обменян на сподвижника Петра I генерала А.М. Головина и в том же году принял участие в походе в Норвегию. Незадолго до смерти Карла, он успел встретиться с ним.

### После войны
После окончания войны занял место в совете. В январе 1722 года во время поездки в Кунгсёр Реншильд заболел и через два дня умер.

## Военные преступления
Современный шведский историк Петер Энглунд так оценивает действия Реншильда после победы под Фрауштадтом, где он приказал казнить взятых в плен русских солдат.

В этой битве Реншёльд ясно показал свою силу как полководца. При этом же случае он показал также и кое-что другое: жесткую и холодную беспардонность, граничащую с жестокостью. А именно, после битвы отдал приказ казнить всех взятых в плен русских. В заключительных фазах сражений вражеские солдаты, которые ещё стояли на ногах, бросали оружие, обнажали головы и взывали о прощении. Саксонских солдат щадили, но русским не приходилось ждать никакой милости. Реншёльд приказал поставить шведские отряды кольцом, внутри которого собрали всех взятых в плен русских. Один очевидец рассказывает, как потом около 500 пленных «тут же без всякой пощады были в этом кругу застрелены и заколоты, так что они падали друг на друга, как овцы на бойне». Трупы лежали в три слоя, размочаленные шведскими штыками. Часть объятых ужасом русских, пытаясь избежать такой судьбы, выворачивали свои мундиры наизнанку, красной подкладкой наружу, чтобы таким образом сойти за саксонцев. Но их хитрость была разгадана. Другой участник сражения рассказывает: «Узнавши, что они русские, генерал Реншёльд велел вывести их перед строем и каждому прострелить голову; воистину жалостное зрелище!» Это была необычная и отвратительная акция. Хотя обе стороны неоднократно оказывались способными, явно не терзаясь муками совести, убивать беззащитных пленных, больных и раненых, бойне при Фрауштадте не было равных в те времена, как по масштабам, так и потому, что совершалась она с холодным расчетом.